# Doc Silver
Doc Silver is een Belgische stripreeks die begonnen is in 1968 met Yves Duval als schrijver en Fred Funcken en Liliane Funcken als tekenaars.

## Albums
Alle albums zijn geschreven door Yves Duval en getekend door Fred Funcken en Liliane Funcken.
| Nummer | Titel                  | Uitgever(s)                    |
| ------ | ---------------------- | ------------------------------ |
| 1      | 24 uur voor Doc Silver | Le Lombard, Van der Hout & Co. |
| 2      | De sluipende dood      | Uitgeverij Helmond, Le Lombard |
| 3      | De gijzelaar           | Uitgeverij Helmond, Le Lombard |
| 4      | Het dal van de angst   | Uitgeverij Helmond, Le Lombard |
| 5      | De zwarte jager        | Uitgeverij Helmond, Le Lombard |